# 밀리초
밀리초(millisecond, 밀리와 초; 기호: ms)는 국제단위계에서 초의 1천분의 1(0.001 또는 10−3 또는 1/1000)에 해당하는 시간 단위이다. 또는 1000 마이크로초이다.
1밀리초는 1초와 같고, 1초는 약 16.67분과 같다.
10밀리초 단위는 센티초라고 할 수 있고, 100밀리초 단위는 데시초라고 할 수 있지만, 이러한 이름은 거의 사용되지 않는다.
서로 다른 시간의 크기 정도를 비교하는 데 도움이 되도록 이 페이지는 10−3초와 100초(1 밀리초와 1초) 사이의 시간을 나열한다. 다른 크기 정도의 시간도 참조하라.

## 예시
아폴로 가이던스 컴퓨터는 시간 계산 및 측정을 위해 센티초를 사용하여 내부적으로 미터법 단위를 사용했다.
- 1밀리초 (1 ms) – 진동수 1 kHz의 주기 시간; 일반적인 사진 플래시 스트로브의 빛 지속 시간;[5] 음속이 약 34 cm를 이동하는 데 걸리는 시간; GPS C/A PN 코드의 반복 간격[6]
- 1밀리초 – 1550 nm 파장(주파수: 193 THz)의 단일 모드 광섬유 케이블에서 빛이 204.19 km를 이동하는 데 걸리는 시간.
- 1밀리초 – 신경 전달 속도 (신경 신호 발사)는 밀리초 단위로 발생한다
- 1.000692286밀리초 – 빛의 속력이 진공에서 300 km를 이동하는 데 걸리는 시간
- 1~5밀리초 – LCD 컴퓨터 모니터, 특히 고급 디스플레이의 일반적인 응답 시간
- 2밀리초 – 매끄러운 변속 반자동 시퀀셜 변속기를 사용하는 현대 포뮬러 원 카의 변속 시간[7]
- 2.27밀리초 – 음악 악기 튜닝에 가장 일반적으로 사용되는 음높이인 A440의 주기 시간
- 3밀리초 – 집파리 날개 펄럭임. 또한 규범적인 음속 (트랙 앤드 필드의 문제)
- 3.3밀리초 – C4 폭약의 발화 및 폭발 사이의 정상 지연 시간
- 4밀리초 – 10,000 rpm 하드 디스크의 일반적인 평균 탐색 시간
- 5밀리초 – 꿀벌 날개 펄럭임[8]
- 5밀리초에서 80밀리초 – 벌새 날개 펄럭임
- 8밀리초 – 1/125초, 표준 사진기 셔터 속도 (125); 자동차 기계식 변속기의 가장 빠른 변속 시간
- 10밀리초 (10 ms) – 지피, 100 Hz 주파수의 주기 시간
- 10.378밀리초 – 펄사 B1639+36A의 자전 주기[9]
- 15.625밀리초 – 60 BPM에서 256분음표
- 16.67밀리초 (1/60초) – 미국 60 Hz AC 전기 (주전원 망)의 주기 시간
- 16.68밀리초 (1/59.94초) – 29.97 fps 비월 주사 방식 비디오에서 한 필드가 지속되는 시간 (일반적으로 30 fps로 잘못 언급됨)
- 20밀리초 – 유럽 50 Hz AC 전기의 주기 시간
- 31.25밀리초 – 60 BPM에서 128분음표
- 33.367밀리초 – 29.97 fps 비디오에서 한 프레임이 지속되는 시간 (가장 일반적인 NTSC 레거시 형식)
- 41.667밀리초 – 24 fps 비디오에서 한 프레임이 지속되는 시간 (가장 일반적인 영화관 프레임 속도)
- 41.708밀리초 – 23.976 fps 비디오에서 한 프레임이 지속되는 시간 (NTSC 레거시 형식의 영화 프레임 속도)
- 50밀리초 – 람보르기니 아벤타도르의 기어 변경 사이의 시간 간격; 7단 싱글 클러치 자동화 수동 변속기 사용
- 50밀리초 – 가장 낮은 가청음인 20 Hz의 주기 시간
- 60밀리초 – 유럽 16.7 Hz AC 전철화 철도 전력망의 주기 시간
- 60밀리초 – 페라리 458 스파이더의 기어 변경 사이의 시간 간격; 7단 듀얼 클러치 자동 변속기 사용
- 62.5밀리초 – 60 BPM에서 64분음표
- 5~80밀리초 – 광대역 인터넷 연결의 일반적인 레이턴시 (온라인 게임 플레이에 중요)
- 100밀리초 – 페라리 FXX의 기어 변경 사이의 시간 간격; 6단 싱글 클러치 자동화 수동 변속기 사용
- 125밀리초 – 60 BPM에서 32분음표
- 134밀리초 – 빛이 지구의 적도를 한 바퀴 도는 데 걸리는 시간
- 150밀리초 – 전화 서비스에 권장되는 최대 시간 지연
- 100~400밀리초 – 눈이 깜박이는 데 걸리는 시간[10]
- 185밀리초 – 벨 205, 212, 412 헬리콥터의 주 로터가 한 바퀴 완전히 회전하는 데 걸리는 시간 (정상 로터 속도는 324 RPM)
- 200밀리초 – 인간의 뇌가 표정에서 감정을 인식하는 데 걸리는 시간
- 250밀리초 – 60 BPM에서 16분음표
- 400밀리초 – 가장 빠른 야구 투구가 스트라이크 존에 도달하는 시간
- 430~500밀리초 – 일반적인 현대 댄스 음악 템포 (120~140 BPM)
- 495밀리초 – 정지 궤도 위성을 통한 통신의 왕복 시간의 근사 평균
- 500밀리초 – 60 BPM에서 팔분음표
- 770밀리초 – 78 rpm 음반의 회전 주기
- 860밀리초 – 평균 인간의 휴식 심장 주기 시간
- 1000밀리초 – 1초; 1 Hz 진동자의 주기
- 86,400,000 (24 × 60 × 60 × 1000)밀리초 – 1일
- 604,800,000 (24 × 60 × 60 × 1000 × 7)밀리초 – 1주
- 31,556,925,974.7 (86,400,000 × 약 365.242)밀리초 – 1년
- 31,556,908,800... 또는 (31,556,925,974.7 × 약 10)밀리초 – 10년

## 같이 보기
- 국제단위계
- 초 (시간)
- 마이크로초
- 나노초
- 피코초
- 펨토초
- 아토초